# 拉斯贝格
拉斯贝格是奥地利上奥地利州弗赖施塔特县的一个市镇。总面积43.8平方公里，总人口2852人，人口密度65.1人/平方公里（2005年）。